# TVR Folclor
TVR Folclor es un canal de televisión pública de Rumanía, perteneciente a TVR. Se trata de un canal de folklore.

## Historia
En febrero de 2023, tras el relanzamiento de TVR Info y TVR Cultural, TVR anunció la creación de dos nuevos canales, TVR Folclor y TVR Sport. El Consejo Nacional Audiovisual de Rumanía aprobó por unanimidad los dos nuevos canales el 20 de abril.
El canal inició emisiones el 27 de noviembre de 2023 con su programa estrella, Tezaur folcloric.